# Chiyotaikai Ryūji
Chiyotaikai Ryūji (jap. 千代大海 龍二; * 29. April 1976 in Chitose, Hokkaidō als Hiroshima Ryūji (廣嶋 龍二)) ist ein ehemaliger japanischer Sumōringer.

## Leben
Chiyotaikai Ryūji, dessen Familie nach dem frühen Tode seines Vaters 1982 nach Oita zog, war bereits im Jugendalter ein begeisterter Baseball- und Fußballspieler und ein erfolgreicher Kämpfer im Karate und Judo. Er hatte eine überaus wilde Jugend und war als Mitglied einer Straßengang in Schlägereien und Kleinkriminalität verwickelt. Einer Geschichte zufolge soll er einmal in einem Hinterhof dutzende Gegner mit einem Baseballschläger verprügelt haben. Nach seinem Schulabschluss arbeitete er kurz als Bauarbeiter, nahm dann aber doch eines der Angebote, die ihm verschiedene Sumō-Ställe unterbreitet hatten, an und wurde, dem Vorschlag seiner Mutter folgend, ein Rikishi im Kokonoe Beya des früheren Yokozuna Chiyonofuji. Dieser soll ihn bei seinem ersten Vorsprechen wegen Chiyotaikais gebleichter Haare abgelehnt und zum Friseur geschickt haben. Als er zum zweiten Mal erschien, hatte er sie sich abrasiert und wurde akzeptiert.
1992 debütierte Chiyotaikai, der seinen Ringnamen zu Ehren Chiyonofujis trägt, 1995 erreichte er die Jūryō-Division. Es dauerte weitere zwei Jahre, bis er sich in die Makuuchi-Division vorgekämpft hatte. Bereits im Mai 1998 wurde Chiyotaikai zum Komusubi ernannt. Die Sanyaku-Ränge hat er seitdem nicht wieder verlassen. Schon im nächsten Turnier wurde er Sekiwake. Bis zu seiner endgültigen Beförderung zum Ōzeki im März 1999 gewann er drei Preise für herausragende Kampftechnik; im Januarturnier 1999 konnte er nicht nur seinen ersten Turniersieg in der obersten Liga feiern, sondern gewann auch Auszeichnungen für Kampfgeist und besondere Leistung, nachdem er Wakanohana am letzten Turniertag zweimal besiegt hatte. Im nächsten Turnier brach er sich die Nase und musste aufgeben, was ihn jedoch angesichts seiner bis dahin in dem Turnier gezeigten Leistung vermutlich vor einem schlechteren Ergebnis rettete.
In den nächsten Jahren pendelte sich Chiyotaikai auf einem für einen Ringer seiner Position eher mittelmäßigen Level ein. Erst 2001 und 2002 erzielte er einige seiner besten Ergebnisse. Seine Erfolge kulminierten im Beinahe-Sieg im Januar 2002, den ihm allerdings Tochiazuma in letzter Sekunde abjagte, und im glänzenden 14–1-Turniersieg im folgenden Juli. Nach einer Verletzung setzte er seine Erfolgssträhne fort und gewann im März 2003 sein drittes und bisher letztes Turnier in der Makuuchi am letzten Turniertag in einem Duell gegen Asashōryū.
Chiyotaikai, der bei einer Größe von 1,81 m 158 kg wog, bevorzugte die schnelle Entscheidung im Kampf durch Oshi-sumō (Stoßtechniken). Seine Tsuppari (Schläge) ließen den ehemaligen Karatekämpfer erahnen.
Wie seine ebenfalls nicht mehr aktiven Kollegen Kaio und Tochiazuma stand Chiyotaikai mehrere Jahre im Rang eines Ōzeki, ohne letztendlich den entscheidenden Erfolg verbuchen zu können, der für die Beförderung zum Yokozuna nötig gewesen wäre. Mit 65 Turnieren ist er neben Kaio der Ringer mit den meisten Turnieren in diesem Rang. Chiyotaikai hält auch den Rekord, der am häufigsten abstiegsgefährdete Ōzeki (kadoban) seit Einführung der Regel im Juli 1969 zu sein. Im November 2009 verlor er den Ōzeki-Rang und wurde zum Sekiwake zurückgestuft. Nach einer 0–4 Bilanz im anschließenden Turnier im Januar 2010 trat Chiyotaikai schließlich zurück. Heute gehört er als Sanoyama Oyakata weiterhin dem Sumoverband an.